# Liste der Monuments historiques in Bischheim
Die Liste der Monuments historiques in Bischheim führt die Monuments historiques in der französischen Stadt Bischheim auf.

## Liste der Bauwerke
| Bezeichnung                           | Beschreibung                                                  | Standort                           | Kennzeichnung | Schutzstatus | Datum | Bild           |
| ------------------------------------- | ------------------------------------------------------------- | ---------------------------------- | ------------- | ------------ | ----- | -------------- |
| Mikwe                                 | Mikwe mit Zugangstreppe und Umkleideraum, um 1600             | 17, rue Nationale (Lage)           | PA00084619    | Classé       | 1977  | weitere Bilder |
| Château d’Angleterre („Engländerhof“) | Schloss, 1751 erbaut, und Parkanlage                          | Rue du Château d’Angleterre (Lage) | PA00084620    | Inscrit      | 1995  | weitere Bilder |
| Protestantische Kirche                | 1790 gebaut, Entwurf von Nicolas Alexandre Salins de Montfort | Rue Nationale (Lage)               | PA00084621    | Inscrit      | 1984  | weitere Bilder |

## Liste der Objekte
| Bezeichnung   | Beschreibung                                                                                          | Standort                                     | Kennzeichnung | Schutzstatus | Datum | Bild           |
| ------------- | --- | -------------------------------------------- | ------------- | ------------ | ----- | -------------- |
| Taufbecken    | Sandstein, Ende des 15. Jahrhunderts                                                                  | in der katholischen Kirche St-Laurent (Lage) | PM67000731    | Classé       | 1995  |                |
| Orgel         | 1716 von Andreas Silbermann für die Stephanskapelle in Straßburg gebaut, 1793 nach Bischheim versetzt | in der protestantischen Kirche (Lage)        | PM67000990    | Classé       | 1977  | weitere Bilder |
| Orgelprospekt | 1716 von Andreas Silbermann für die Stephanskapelle in Straßburg gebaut, 1793 nach Bischheim versetzt | in der protestantischen Kirche (Lage)        | PM67000024    | Classé       | 1977  | weitere Bilder |